# Sime Silverman
Simon J. „Sime“ Silverman (* 19. Mai 1873 in Cortland, New York; † 23. September 1933 in Los Angeles, Kalifornien) war ein US-amerikanischer Zeitungsverleger. Bekannt wurde er insbesondere als Gründer und Chefredakteur von Variety, einem der wichtigsten Branchenblätter der Unterhaltungsindustrie.

## Leben
Silverman wurde 1873 als drittes Kind von Louis und Rachel (geborene Ganz) Silverman in Cortland, New York, geboren. Er besuchte die Grammar School in Cortland und Syracuse.
Er begann seine Karriere in der Zeitungsbranche 1903 zunächst als Vaudeville-Kritiker für Daily America. Danach arbeitete er beim Telegraph, den er allerdings verlassen musste, nachdem er die Show eines Werbekunden als „no good“ kritisiert hatte. In der Folge gründete er 1905 in New York sein eigenes Blatt Variety, das zunächst über Vaudeville-Shows, den Zirkus sowie andere Formen der Unterhaltung berichtete. Nach kräftigem Wachstum zog die Zeitung 1909 vom Broadway an den Times Square.
Im Jahr 1933 gründete Sime Silverman, bereits schwer an Tuberkulose erkrankt, das in Hollywood ansässige Blatt Daily Variety. Die erste Ausgabe erschien am 6. September. Zwei Wochen später starb er in seiner Suite im Ambassador Hotel in Los Angeles an den Folgen der Krankheit. Der Gedenkgottesdienst fand im Temple Emanu El statt.
Silverman war seit 1889 mit Harriet „Hattie“ Freeman verheiratet. Aus der Ehe ging der Sohn Sidne „Skiggie“ Silverman (1901–1950) hervor, der Variety nach dem Tod seines Vaters weiterführte. Nachdem Sidne 1950 an Tuberkulose gestorben war, übernahm Sime Silvermans Enkel Syd Silverman (* 1932) das Blatt, wobei von 1950 bis 1956 dessen Vormund Harold Erichs die Geschäfte führte.